# Източноевропейска равнина
Изто̀чноевропѐйската равнина или Руска равнина е сред най-големите на Земята.
С площ около 4 млн. km² заема почти половината от територията на Европа – нейната източна част. На север достига до бреговете Баренцово и Бяло море, на юг – Черно, Азовско и Каспийско море. На северозапад е ограничена от Скандинавските планини, на запад и югозапад – от планините в Централна Европа (Судети и др.) и Карпатите, на югоизток – планинската система на Кавказ и на изток – планините Урал и Мугоджари. В пределите на Кримския полуостров границата ѝ преминава по северното подножие на Кримските планини.

## Геоложки строеж

### Тектонски строеж
В геоструктурно отношение Източноевропейската равнина основно съответства на Източноевропейската платформа. В нейния фундамент се откриват силно дислоцирани докамбрийски кристалинни скали, излизащи на повърхността в пределите на Балтийския и Украинския щит. В останалата голяма част от платформата кристалинните скали са скрити под полегато разположен слой от седиментни скали изграждащи Руската плоча. Южната част на равнината (между Азовско и Каспийско море) съответства на Скитската плоча, където под чехала на платформените седиментни образувания залягат скали от силно деформирания херцински фундамент.

### Геоморфоложки строеж
Източноевропейскат равнина в геоморфоложко отношение се дели на две неравни части: цокълно-денудационна равнина на Балтийския кристалинен щит и собствено Руската равнина с пластово ерозионно-денудационен и акумулативен релеф, развит върху Руската и Скитската плоча. Цокълно-денудационните низини и възвишения на Балтийския кристалинен щит с височина до 300 – 600 m (Манселкя, Суоменселкя, Западнокарелска и др.) включват участъци от масивни хълмисти възвишения и ниски плата с височина над 1000 m (масива Хибини до 1190 m). Релефът на щита е възникнал в резултат на продължителна континентална денудация и препариране на структурните форми, изградени от относително ронливи скали. Пряко въздействие върху релефа оказват новите тектонски движения, особено разломите, ограничаващи масиви и падини, долини на реки и котловини на многочислени езера. През антропогена територията на Балтийския щит е служила като център на заледяването, поради което тук широко са разпространени млади ледникови форми на релефа.
В пределите на Руската равнина мощният чехъл от платформени седименти заляга почти хоризонтално, изграждайки акумулативни и пластово-денудационни низини и възвишения, които основно отговарят на пониженията и повишенията на нагъната основа. На места нагънатият фундамент излиза на повърхността и формират цокълно-денудационни възвишения и кряжове (ридове) (Приднепровско и Приазовско възвишение, Тимански и Донецки кряж).

## Полезни изкопаеми
В Източноевропейската равнина най-богати находища на железни руди, манган и графит са областите около (Кривой рог), на железни руди – Воронежкото възвишение. Черни, коксуващи се въглища има в Донецкия въглищен басейн. В Подмосковския басейн и на север в района на Воркута и река Печора са разкрити богати залежи на кафяви въглища. От значение са още огнеупорните глини, фосфоритите, находищата на калиеви соли по река Кама, както и огромните торфени залежи в блатистите места. Голямо стопанско значение имат находищата на нефт и природен газ в Башкирия, Прикаспийската низина и на север по река Ухта. Богати са находищата на боксит. От ледниковите наслаги се добива качествен строителен материал.

## Релеф, деление
Средната височина на Източноевропейската равнина е около 170 m. Най-ниските ѝ части се намират по крайбрежиета на Каспийско море, нивото на което е на –27,6 m по морското равнище. Възвишенията се издигат до 300 – 350 m н.в. (Подолското възвишение до 471 m). Относителните превишения на вододелите над долините средно съставляват 20 – 60 m.
Източноевропейската равнина се поделя на четири морфоложки зони. В северните части са разпространени пластово-денудационни низини и възвишение с доантропогенна възраст с наложени върху тях ледникови и водноледникови форми на релефа. Ледниково-акумулативните форми са най-добре изразени на северозапад, в областта на последното (валдайска) заледяване, където се простират хълмисти моренни валове и възвишения: Балтийско, Валдайско, Вепсовско, Белозерско, Коношко-Няндомско. Тази област се характелизира с обилие от езера: Чудско-Псковско, Илмен, Горноволжките езера, Бяло, Кубенско, Воже и др.
На юг, югоизток и изток от първата зона се простира област подложена на по-старо заледяване, където първоначално ледниково-акумулативния релеф е преработен от ерозионно-денудационни процеси. Моренно-ерозионните възвишения и ридове (Беларуско, Смоленско-Московски, Борисоглебско, Даниловско, Галичко-Чухломско, Онего-Двинско, Двинско-Мезенско, Северни Ували, Беларуско поезерие) се редуват с обширни моренни, зандрови, езерно-ледникови и алувиални низинни равнини (Горноволжка, Двинско-Мезенска, Печорска и др.).
По на юг е разположена зона от ерозионно-денудационни и пластово-моноклинални възвишения и акумулативни низини в меридиално и субмеридиално направление и са обусловени от редуващи се вълни от нови издигания и относителни потъвания. В направление от югозапад на североизток се проследяват следните възвишения: Бесарабско, Волинско, Подолско, Приднепровско, Приазовско, Средноруско, Приволжко, Ергени, Бугулминско-Белебеевско, Общ Сърт, Горнокамско. Възвишенията се редуват със зандрови и алувиално-терасовидни низинни равнини: Припятска, Приднепровска, Мешчорска, Окско-Донска, Уляновска, Саратовска.
В крайните южни и югоизточни райони на Източноевропейската равнина се простира полоса от приморски низини, изпитали през неогена и антропогена тектонско понижение и частично потъване под морското равнище. Пэрвоначалният плоско-равнинен релеф, образуван от морската акумулация в различна степен е преработен от водната ерозия и льосовата акумулация (Причерноморската низина), алувиално-пролувиалната акумулация (Кубано-Приазовската низина), флувиалните и еоловите процеси (Прикаспийската низина).

## Климат
Голяма част от Източноевропейската равнина се намира в умерения климатичен пояс, където се наблюдава умерен преход от морски към континентален климат. Преобладават западните ветрове. Вриянието на влажните въздушни маси от Атлантическия океан отслабва от северозапад на югоизток и във връзка с това на север и северозапад се наблюдава излишък, в центъра – достатъчно, а на югоизток – недостъчно овлажняване. Крайния север попада в субарктичния пояс с преобладаващ пренос през лятото на умерени, а през зимата – на арктически въздушни маси, със значителни сезонни колебания на температурата на въздуха. Тук има вечно замръзнала почва. В крайния югоизток на равнината климата е континентален, засушлшв, с големи сезонни колебания на температурата на въздуха.

## Води
В хидрографско отношение територията на Източноевропейската равнина се дели на три водосборни басейна: Северен ледовит океан, Атлантически океан и Каспийско море, което представлява безотточна област. Към водосборния басейн на Северния Ледовит океан се отнасят реките: Печора, Мезен, Северна Двина, Онега и др. Към водосборния басейн на Атлантическия океан спадат реките, вливащи се в Балтийско море (Нева, Западна Двина, Неман, Висла, реките на Швеция и Финландия и др.), реките вливащи се в Черно море (Днепър, Южен Буг, Днестър и др.) и реките вливащи се в Азовско море (Дон, Кубан и др.). Към безотточния басейн на Каспийско море се оттича най-голямата европейска река Волга със своите многочислени притоци (Ока, Кама и др.) и реките Урал, Терек и др.

## Ландшафти
За източноевропейската равнина е характерна отчетливо изразената природна зоналност. На тясна полоса по крайбрежието на Баренцово море господства субарктичната мъхово-лишаникова тундра. Южно от нея се разполага зоната на умерения пояс със своите огромни пространства, покрити с гори, простиращи се от Прибалтика до Урал. Приблизително по линията Санкт Петербург – Нижни Новгород тази горска зона се дели на тъмноиглолистна тайга на север от линията и смесени (иглолистно-широколистни) гори на юг, сменящи се в крайния югозапад на равнината с широколистни гори. На юг, от Карпатите до Урал се простира зоната на лесостепиге, южно от която до Черно и Азовско море и до Кавказ – зоната на степите. Обширна територия от Прикаспийската низина и западно от планината Мугоджари е заета от полупустини и пустини.